# وفيق فهمي
وفيق فهمي هو ممثل مصري ولد في 2 ديسمبر 1938 و توفي في 27 يوليو 1985. تخرج من المعهد العالي للفنون المسرحية عام 1966 وعمل في فرقة نجوى سالم. تنوعت أعماله الفنية بين السنيما والمسرح والتلفزيون.

## أعماله

### مسلسلات
| - دوامة الحياة:1985 - صح النوم:1985 - الجدران الدافئة:1985 - ابن تيمية:1985 - غابة من الأسمنت:1984 - الحياة مرة أخرى:1984 - صاحب العمارة - رحلة المليون:1984 - عصر الحب:1983 | - أبواب المدينة:(ج1، 2)1981، 1983 - زيدان عبد المولى - غريب في المدينة:1979 - الفرماوي - لعبة القدر:1979 - الآنسة:1979 - ريش على ما فيش بالألوان:1978 - أيها الحب لاتهجرني:1978 - بواب المؤسسة - أحلام الفتى الطائر:1978 - عباس - مارد الجبل:1977 - همام الفرشوطي | - الحصار:1977 - أنهار الملح:1975 - الرجل ذو الخمسة وجوه:1969 - الساقية:1965 - الرحيل:1965 - الضحية:1964 - الزوبعة- مسلسل- شيخ الغفر |

### أفلام
| - قضية عم أحمد:1985- بهلول القهوجي - المشاغبون في الجيش:1984 - ليلة القبض على فاطمة:1984 - الهلفوت:1984- مرسي - الغيرة القاتلة:1982 - ليلة شتاء دافئة:1981 - عيون لا تنام:1981- حسنين - وراء الشمس:1978 | - قاهر الظلام:1978 - حرامي الحب:1977 - لا شيء يهم:1975- الصاغ رفعت - حكايتي مع الزمان:1974 - الأصيل:1973 - عودة أخطر رجل في العالم:1972- المهراجا الهندي - الشيطان امرأة:1972- مِعلم برعي | - امتثال:1972- أحمد الغدار - الغضب:1972 - الغفران:1971 - بنات في الجامعة:1971 - نحن لا نزرع الشوك:1970- علام - شيء من الخوف:1969- عبد المعطي - شيء من العذاب:1969 |

### أخرى
- سيرك يا دنيا:1982 - مسرحية
- لوليتا:1974 - مسرحية
- سندريلا والمداح:1974 - مسرحية
- أجمل لقاء في العالم:1973 - مسرحية
- خان الخليلي:1964 - مسرحية
- عندما بكى الشيطان - مسلسل اذاعي
- ليلة طويلة- - سهرة تليفزيونية

## هوامش
- قام بأداء شخصية شيخ العرب همام الفرشوطي قبل يحيى الفخراني بسنوات طويلة من خلال مسلسل (مارد الجبل).[1]
- كان صديقًا مقربًا للفنان أحمد زكي، وجاء من نفس بلدته، حتى أن أحمد زكي قد أقام معه في شقته عندما وفد لمدينة القاهرة للدراسة في معهد الفنون المسرحية.[1]

## روابط خارجية
- وفيق فهمي على موقع الدهليز
- وفيق فهمي على موقع قاعدة بيانات الأفلام العربية